# Mountain Village (Colorado)
Mountain Village é uma cidade  localizada no estado americano de Colorado, no Condado de San Miguel.

## Demografia
Segundo o censo americano de 2000, a sua população era de 978 habitantes.
Em 2006, foi estimada uma população de 1195, um aumento de 217 (22.2%).

## Geografia
De acordo com o United States Census Bureau tem uma área de
8,6 km², dos quais 8,6 km² cobertos por terra e 0,0 km² cobertos por água.

## Localidades na vizinhança
O diagrama seguinte representa as localidades num raio de 32 km ao redor de Mountain Village.